# Huaning
Huaning, tidigare stavat Hwaning, är ett härad som lyder under Yuxis stad på prefekturnivå i Yunnan-provinsen i sydvästra Kina.